# Teresa Guasch i Toda

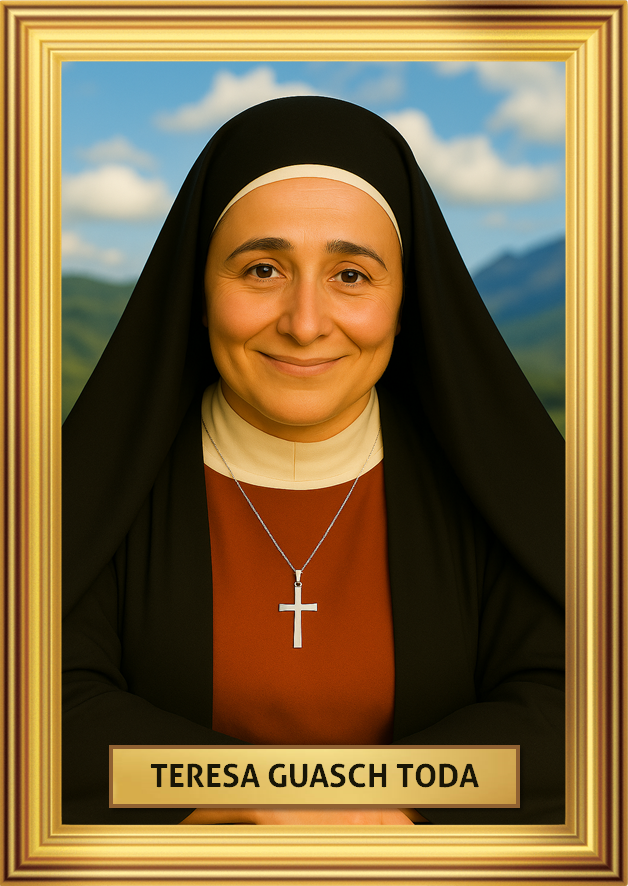
Fundadora de la Congregació Germanes Carmelites Tereses de Sant Josep.

Teresa Guasch i Toda (Riudecanyes, Baix Camp, 28 de maig de 1848 – Barcelona, 15 de desembre de 1917) fou una religiosa i pedagoga catalana. Fundà, juntament amb la seva mare, Teresa Toda i Juncosa, la Congregació de les Germanes Carmelites Tereses de Sant Josep, centrada en l’acollida i educació cristiana de nenes orfes i sense recursos. El 2004 fou proclamada venerable per l'Església catòlica.

## Biografia

### Infància i formació
Va néixer a Riudecanyes el 28 de maig de 1848. El seu pare, Antoni Guasch i Domènech, abandonà la família poc després del naixement de Teresa, i protagonitzà un episodi violent en què intentà raptar la nena, sent rescatada per la seva àvia Magdalena amb l'ajuda d'alguns veïns. Davant la situació, la seva mare Teresa Toda sol·licità la separació matrimonial eclesiàstica —fet insòlit per l’època— i marxà amb la seva filla a Tarragona.
Allí, Teresa fou presentada a l'arquebisbe i rebé el sagrament de la confirmació. El 1853 ingressà al col·legi de la Companyia de Maria, on rebé una formació cristiana rigorosa, que completava a casa amb l’ensenyament de la seva mare.

### Vocació compartida amb la seva mare
L’any 1863, la seva mare li comunicà el desig de consagrar-se a Déu mitjançant la fundació d’un institut religiós dedicat a nenes orfes. Teresa, que havia considerat altres opcions de vida religiosa, es comprometé plenament amb el projecte.
Guiades pel Dr. Josep Caixal i Estradé —canonge i després bisbe de la Seu d’Urgell—, van preparar discretament la fundació. El 22 de febrer de 1878 establiren una primera comunitat a Barcelona, amb Dolors Cotó, Caterina Pera i altres dones, superant inicialment l'oposició eclesiàstica. Teresa Guasch obtingué el títol de mestra el 1877.

### Fundació de la congregació
El 16 de setembre de 1883, Teresa Guasch i la seva mare, amb altres tres dones, professaren com a religioses segons les primeres constitucions del nou institut, que prendria el nom de Germanes Carmelites Tereses de Sant Josep. Teresa assumí el nom de religiosa de Teresa del Sagrat Cor de Maria i fou designada mestra de novícies. Teresa Toda fou escollida superiora general.
Des de 1885, amb casa pròpia a Barcelona, obrien escoles-asil gratuïtes a la ciutat i progressivament a Reus, El Catllar, El Morell, Garidells, Vallmoll, La Masó, Roda de Berà, Sabadell i finalment Tarragona el 1916.

### Superiora general i mort
A la mort de la seva mare el 1898, Teresa Guasch fou elegida superiora general. Mantení el càrrec fins a la seva mort. El 1902 s'obtingué l’aprovació diocesana i el 10 d'abril de 1911 el *decretum laudis* del papa Pius X, elevant la congregació a dret pontifici.
Durant els darrers anys patí dificultats internes a la congregació, malaltia greu i la pèrdua de religioses joves, fets que visqué amb serenitat, entrega i fortalesa espiritual. Morí a Barcelona el 15 de desembre de 1917 entre les 11 i les 12 de la nit. Rebé elogis per la seva vida santa, pedagògica i fundadora.

## Veneració i procés de canonització
El procés de beatificació fou obert el 1993 per la diòcesi de Barcelona. El 19 d'abril de 2004 el papa Joan Pau II reconegué les seves virtuts heroiques i la proclamà venerable.

## Llegat i actualitat
Les Germanes Carmelites Tereses de Sant Josep continuen presents en diversos països: Espanya, Colòmbia, República Dominicana, Puerto Rico, Estats Units, Xile, Mèxic, Costa d’Ivori i Moçambic. La congregació entén el seu carisma com una configuració amb Crist des de la infància espiritual, servint especialment a la infància i joventut, sent per ells mares, mestres i amigues.